# Adriana Ruano
Adriana Ruano Oliva (ur. 26 czerwca 1995 w Gwatemali) – gwatemalska strzelczyni specjalizująca się w trapie, gimnastyczka artystyczna i dietetyk sportowa, olimpijka z Tokio 2021, mistrzyni olimpijska z Paryża 2024. Zdobywczyni pierwszego w historii złota olimpijskiego dla Gwatemali.

## Udział w zawodach międzynarodowych
| Impreza              | Rok  | Miejsce       | Trap       | Trap         |
| Impreza              | Rok  | Miejsce       | indyw.     | druż. miesz. |
| -------------------- | ---- | ------------- | ---------- | ------------ |
| Igrzyska olimpijskie | 2021 | Tokio         | 26         | –            |
| Igrzyska olimpijskie | 2024 | Paryż         | złoto · OR | –            |
| Mistrzostwa świata   | 2022 | Osijek        | 36         | 48           |
| Mistrzostwa świata   | 2023 | Baku          | 33         | 40           |
| Mistrzostwa Ameryki  | 2014 | Guadalajara   | 15         | –            |
| Mistrzostwa Ameryki  | 2018 | Guadalajara   | srebro     | –            |
| Mistrzostwa Ameryki  | 2024 | Santo Domingo | 7          | –            |

## Życie prywatne
Początkowo trenowała gimnastykę artystyczną, reprezentując Gwatemalę na mistrzostwach kontynentu i mając szansę na kwalifikację olimpijską na igrzyska w Londynie w 2012. Jednak w 2011 nabawiła się urazu kręgosłupa, przez który nie mogła powrócić do uprawiania gimnastyki. Po odbyciu rekonwalescencji, w 2013 rozpoczęła treningi strzelectwa.
Ukończyła studia na kierunkach żywienia klinicznego i żywienia sportowego oraz kurs MKOl-u w zakresie żywienia sportowego.